# 科盧薩蘭徹里亞 (加利福尼亞州)
科盧薩蘭徹里亞（英語：Colusa Rancheria）是位於美國加利福尼亞州科盧薩縣的一個非建制地區。該地的面積和人口皆未知。

## 地理
科盧薩蘭徹里亞的座標為39°15′01″N 122°01′33″W / 39.25028°N 122.02583°W，而該地的平均海拔高度為18米（即59英尺）。